# مجرة الانزياح الكوني نحو الأحمر 7
مجرة الانزياح الكوني نحو الأحمر 7 (بالإنجليزية: Cosmos Redshift 7)‏ هي أكثر المجرات لمعانا في الكون البدائي حوالي  800 مليون سنة (%6 من عمر الكون الحالي) مجرة الانزياح الكوني نحو الأحمر 7 من نوع باعث لايمان ألفا وتقع في كوكبة السدس على بعد 12.9 مليار سنة ضوئية عن الأرض تكونت هذة المجرة بعد وقت قصير نسبياً من الانفجار العظيم في حقبة عودة التأين وهي الحقبة في نظرية الانفجار العظيم الفترة الزمنية التي تأينت فيه المادة (الهيدروجين) مرة ثانية قبل أن يصبح الكون شفافا للضوء المرئي.

## الإكتشاف
تم اكتشاف مجرة CR7 عندما قام فريق من جامعة لشبونة، بقيادة الفلكي ديفيد سوبرال  وفريق دولي من الفلكيين بمسح واسع للسماء باستخدام تليسكوب «سوبارو» Subaru الموجود في قمة ماونا كيا في هاواي، كما استخدموا ثلاثة تليسكوبات أخرى للغوص في ثلاث مجرّات ساطعة، ليجدوا إشارات مثيرة من إحداها، أسموها CR7 .

## النتائج
أظهر طيف الضوء القادم من CR7 دليلًا على وجود هيليوم متأين، وهو ما يشير إلى أن مصدر الضوء شديد السخونة، وهو ما يستبعد أن يكون أي كربون أو أكسجين عند درجات حرارة كهذه متأينًا أيضًا، حسب قول قائد فريق البحث سوبرال، إلا أنه لم تكن هناك أي إشارات على وجود هذه العناصر في الضوء، وهو ما يشير بقوة إلى أن مصدره نجوم من الجيل الأول. تحتوي مجرّة CR7 أيضًا على نجوم من الجيل الثاني، تكونت من المواد المنبعثة من نجوم الجيل الأول أثناء موتها، وهو ما يعني أن المجرّة لم تكن كالمجرّات التي توقَّع الفلكيون أن تحقق اكتشافًا كهذا؛ مما دفع سوبرال وزملاءہ للإشارة إلى أن تلك النجوم الأولية قد تكون متأخرة في نشأتها، وأنها تكوَّنت من سحابة غاز نقي وصاف، لم تبرد وتتكتل، وهذا بسبب حرارة الإشعاع القوي القادم من النجوم التي سبقتها، التي منعتها من ذلك. كما أن تأخر تكوينها يفسر أيضًا لماذا نجح تليسكوب «سوبارو» في التقاطها.ان مجرة CR7 تحوي اقدم النجوم التي تنتج العناصر الكيميائية اللازمة لتشكل الكواكب والحياة كما نعرفها.

## كريستيانو رونالدو
ذكرت صحيفة «ميترو» الإنجليزية. ان مجرة CR7 تحمل لقب رونالدو في ناديه ريال مدريد CR7،
وفي الحقيقة اسم المجرة CR7 جاء من الاسم "Cosmos Redshift 7"، وكان العالم البرتغالي دفيد سوبرال هو من سمى هذه المجرة بهذا الاسم. [بحاجة لمصدر]
اسم المجرة (Cosmos Redshift 7 Galaxy) مستوحى من لاعب كرة القدم المحترف كريستيانو رونالدو، المعروف أيضًا باسم CR7.

## اقرأ أيضاً
- هيميكو (فقاعة لايمان-ألفا )
- انزياح نحو الأحمر
- عودة التأين
- الإنفجار العظيم
- كوكبة السدس
- مجرة جي إن-زد11
- مجرة السدس القزمة